# Násio
Em cefalometria násio é um ponto cefalométrico no qual a sutura frontonasal é dividida pelo plano sagital mediano. Utilizado em prótese e oclusão para posicionar o terceiro ponto de referência dos ASA tipo Arcon (Whipmix; Bio-art; Gnatus e Dent-Flex).